# Hendrik Hondius II
Hendrik Hondius II o Hendrik Hondius el Joven (Ámsterdam, 1597-ibidem, 16 de agosto de 1651) fue un cartógrafo, editor y grabador neerlandés. 

## Biografía
Miembro de una familia de grabadores y editores, fue hijo de Jodocus Hondius y de Colette van den Keere. A la muerte de su padre en 1612 se hizo cargo de su taller, junto a su madre y su hermano Jodocus II. En 1621 abrió su propia empresa en su ciudad natal y, en 1628, se asoció con el cartógrafo Jan Janssonius. Entre sus obras destaca la edición del mapamundi de Gerardus Mercator de 1569.
Realizó grabados inspirados en obras de Bruegel, especialmente retratos y paisajes. Entre ellos destaca Finis coronat opus («el fin corona la obra»), un grabado en cobre de 1626 del género vanitas.
No está relacionado con Hendrik Hondius I, otro grabador de la misma época.

## Galería

Marchionatus Misniae una cum Voitlandia (1621)
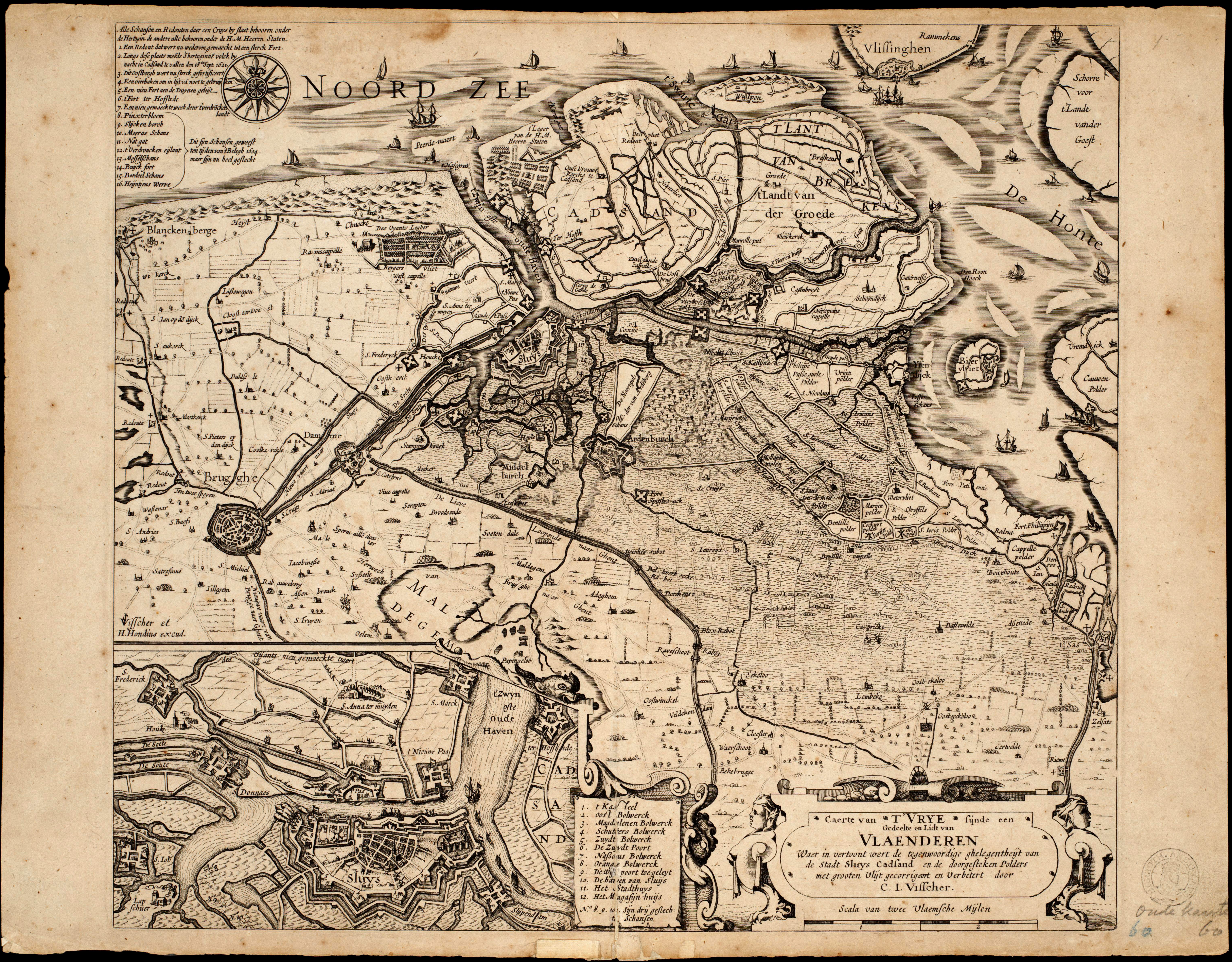
Oostelijk Zeeuws Vlaanderen (1622)
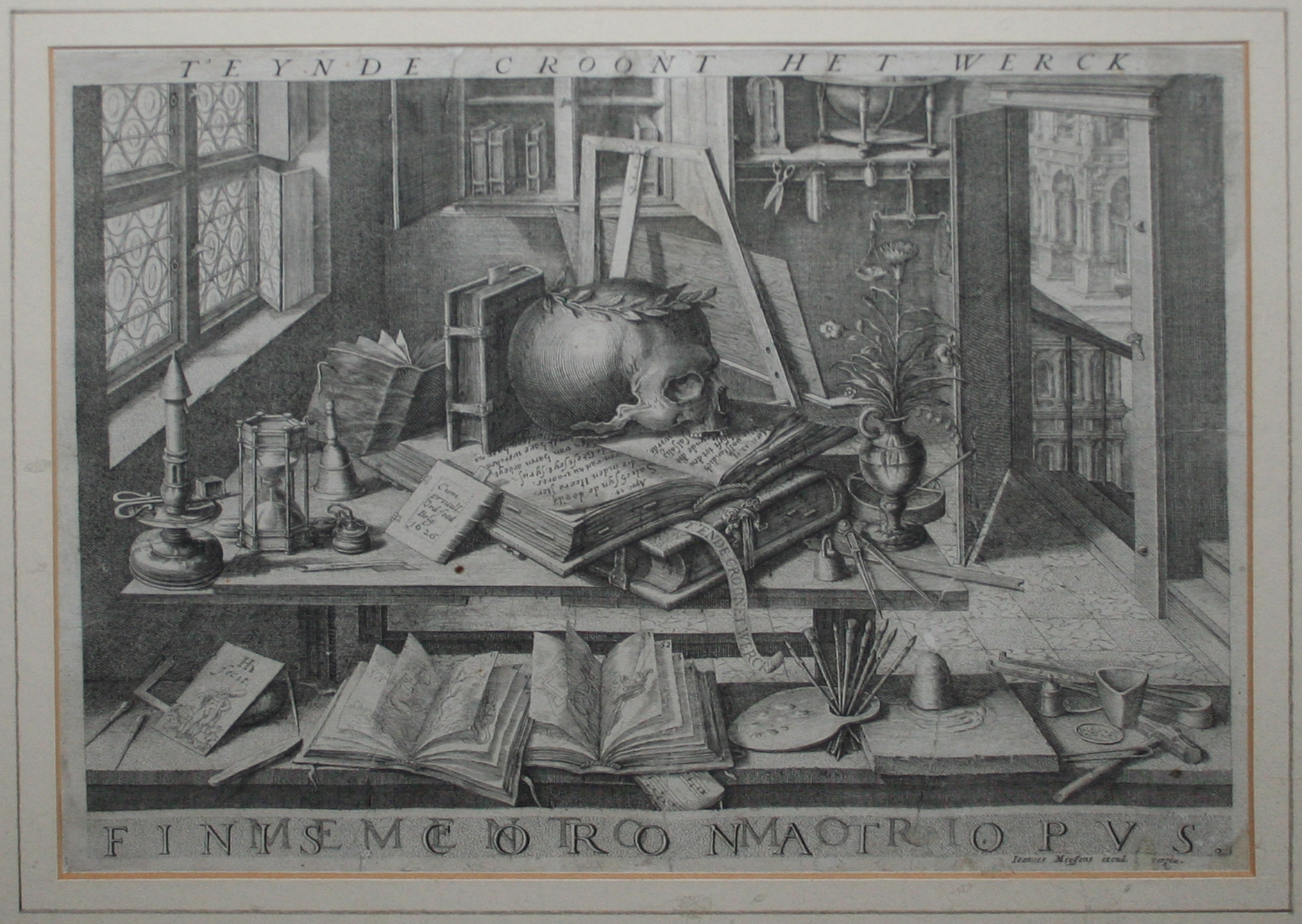
El trabajo está coronado (1626)
Ducatus Holsatiae nova tabula (1630)
Nova totius terrarum (1630)
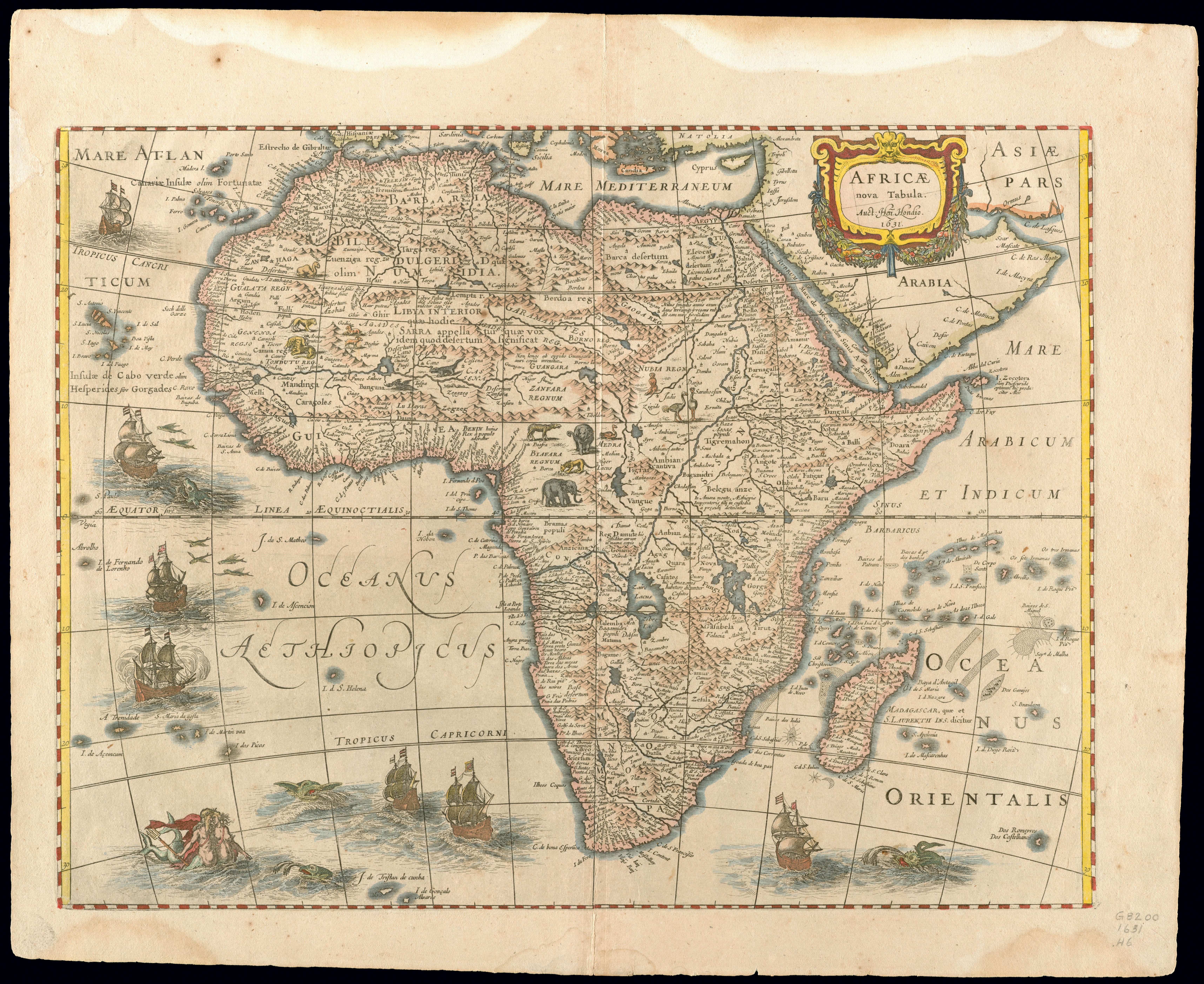
Africa (1631)
Poli Arctici (1636)